# A Lamusi
A Lamusi (2 de junho de 1989 - Neimonggol) é um judoca chinês que participou das Olimpíadas de 2012 na categoria até 60 kg. Perdeu na segunda fase para Javier Guédez, não alcançando nenhuma medalha nesta competição.
Foi medalha de bronze no Campeonato Asiático de 2012 realizado em Tashkent.